# Richtersveld
Richtersveld je planinski pustinjski krajolik na samom zapadu Južnoafričke pokrajine Northern Cape, koje rijekom Oranje graniči s Namibijom. 
Područje i istoimena općina su dobili ime po velečasnom W. Richteru, nizozemskom misionaru koji je otvorio prvu misiju u mjestu Koeboes početkom 20. st. Općina ima površinu od 9.608 km² i oko 14.613 stanovnika (2007.) koji su se uglavnom doselili nakon 1927. godine kada su otkriveni dijamanti na ušću rijeke Oranje kod današnjeg grada Alexander Bay.
U ovom području se izmijenjuju ravne pješčane doline, grbavi klanci i visoke planine vulkanskih stijena od 60 metara nadmorske visine na krajnjem sjeveru, do 1.377 m visokog vrha Cornellberg, južno od središta Richtersvelda. Richtersveld pripada širem području Namaqualanda koje je poznato po aridnoj klimi ekstremnih temperatura (preko 50°C) i rosnih (malmokkies) jutara, te jako rijetkih kiša, u kojoj mogu preživjeti samo najotporniji oblici života. Na prvi pogled beživotan, ovaj krajolik je prepun jedinstvenih biljnih vrsta koje su se prilagodile strašnim uvjetima života. Richersveld je poznat kao jedino aridno središte bioraznolikosti na svijetu s nevjerojatnom raznolikošću biljnih i životinjskih vrsta (većinom endema). 
Od oko 650 vrsta biljaka, većina su sukulenti koji uspijevaju jedino u mega-ekosustavu karua (jedinstven ekosustav jugozapadne Afrike). Mnoge su endemične i jako neobičnih oblika, zbog čega se Richterrsveld često naziva "marsovskim krajolikom". Najčešće su Pachypodium namaquanum ("Debelo-stopalo poluosoba"), koje narod Nama drži za utjelovljenje njihovih predaka koji u obliku biljaka oplakuju njihovu drevnu Namibijsku domovinu.
Sjeverni dio je proglašen nacionalnim parkom, površine 1.624,45 km², tek 1991. godine, nakon 18 godina pregovora s lokalnim narodom Nama koji i dalje napasa svoju stoku u parku. Južni dio je u rujnu 2007. godine upisan na UNESCO-ov popis mjesta svjetske baštine u Africi kao "Društveni konzervat Richtersveld", koje je starije od područja NP i u kojemu nema rudarenja dijamanata. Naime, u ovom području narod Nama živi polunomadskim životom najmanje posljednjih 2.000 godina. Jedino tu grade svoje prenosive kuće (haru om) i štale koje slijede sezonsku seobu u njihove stoke u potrazi za ispašom; običaj koji je nekada postojao širom Afrike. Pastiri ovdje skupljaju ljekovito bilje i imaju stare običaje koji su povezani s različitim mjestima i odlikama krajolika.
Lokalno stanovništvo danas polaže sva teritorijalna prava na Richtersveld i njima pripada uprava njegovim zaštićenim područjima. Zbog toga su zadržali tradicionalni način života, dok je u drugim područjima narod Nama (Namibija i druga područja Južnoafričke Republike) odustali od nomadskog načina života i gradnje tradicionalnih kuća.
Neke od endemskih biljaka Richtersveldea:
- Pachypodium namaquanum
- Senecio haworthii
- Conophytum wettsteinii
- Crassula macowaniana
- Euphorbia dregeana

## Vanjske poveznice
- Nacionalni park Richtersveld i rijeka Orange  Arhivirana inačica izvorne stranice od 12. ožujka 2007. (Wayback Machine) (engl.)
- Prekogranični nacionalni park Ai-|Ais/Richtersveld (engl.)
- Stranice općine Richtersveld (engl.)